# 京華城案
京華城案，臺灣臺北地方檢察署稱為京華城土地違法容積獎勵案，是臺北市政府在主導改建臺北市松山區的京華城購物中心為京華廣場的過程中，提高建案容積率而引發的法律爭議。2010年，威京集團申請土地使用分區變更，指出此前已捐出土地作為公園、廣場用地等條件以期增加容積率。集團與北市府交涉多年，最終在2018年，監察院發函確定京華城的容積率為560%。
2021年，柯文哲市府批准了京華城多項容積獎勵共計20%，加上容積移轉30%，共計50%，使容積率從560%提升至840%，增加面積部分市價約新臺幣400億元。此舉在當時即引發外界對市政府不當圖利的質疑，該事件在2023年底柯文哲參選總統期間再度引發討論。
2024年4月，台灣民眾黨主席、前臺北市市長柯文哲指控前任市長郝龍斌涉台智光弊案，郝龍斌隨後反控柯文哲在京華城給予不當容積獎勵，相關爭議急劇升溫。2024年5月，臺北市議員鍾小平至臺北地檢署告發，北檢以「他字案」展開偵查。至12月，檢廉單位查出多名涉案人員涉嫌圖利，包括柯文哲、前臺北市副市長彭振聲等人，另中國國民黨籍臺北市議員應曉薇被查出交付、收受賄賂與威京總部集團主席沈慶京的直接證據，柯文哲市府時期台北市長辦公室主任李文宗、郝龍斌市府時期任臺北市政府兵役局局長朱亞虎等7人亦同被列為涉案嫌疑人，裁定羈押並限制接見、通信。全案已有柯文哲等22人列為被告遭調查。
2024年12月26日，台北地檢署起訴柯文哲等11名被告，並向臺北地方法院聲請延押柯文哲、沈慶京、應曉薇、李文宗、彭振聲等五名羈押中被告，12月27日，重要證人已具結陳述，庭審法官認為檢察官無負起實質舉證之責任，北院裁定五人全數交保。北檢對柯、沈、應、李四人裁定不服發起抗告，後北院裁定四人交保金提高並配戴電子腳鐐。12月31日，北檢提起第二次抗告，2025年1月2日，北院裁定四人均羈押禁見。2025年7月21日，北院裁定沈、李二人交保，僅柯、應二人延押。

## 相關人物

### 被起訴
| # | 姓名   | 身分 | 起訴罪名                                                                                                  | 量刑建議                                                                                            | 偵查時處分                                                                    |
| - | ------ | --- | --- | --------------------------------------------------------------------------------------------------- | ----------------------------------------------------------------------------- |
| 1 | 柯文哲 | - 前臺北市市長 （2014－2022） - 前台灣民眾黨主席 （2019－2025）                                         | - 違背職務收受賄賂罪 （貪污治罪條例第4條第1項第5款） - 主管監督事務圖利罪 （貪污治罪條例第6條第1項第4款） | - 有期徒刑15年 - 罰金5000萬元 - 褫奪公權10年                                                        | - 2024年9月5日羈押禁見 - 2025年1月2日羈押禁見                                 |
| 2 | 李文宗 | - 柯文哲市府時期任台北市長辦公室主任 （2018－2019） - 台北捷運公司董事長 （2019－2023）                 | - 違背職務收受賄賂罪                                                                                      | - 有期徒刑10年 - 罰金1000萬元 - 褫奪公權5年                                                         | - 2024年9月28日羈押禁見 - 2025年1月2日羈押禁見 - 2025年7月21日2000萬元交保    |
| 3 | 彭振聲 | - 前臺北市政府工務局局長 （2014－2019） - 前臺北市副市長兼任臺北市都市計畫委員會主任委員 （2018－2022） | - 主管監督事務圖利罪                                                                                      | - 有期徒刑6年 - 自白減刑後有期徒刑3年 - 褫奪公權3年                                                 | - 2024年9月2日羈押禁見 - 2024年12月27日500萬元交保                            |
| 4 | 黃景茂 | - 柯文哲市府時期任都發局局長 （2018－2021）                                                             | - 主管監督事務圖利罪                                                                                      | - 有期徒刑7年 - 罰金1000萬元 - 褫奪公權5年                                                          | - 500萬元交保                                                                 |
| 5 | 邵琇珮 | 臺北市都市計畫委員會執行秘書                                                                            | - 主管監督事務圖利罪                                                                                      | - 有期徒刑5年 - 偵查中自白犯罪，且符合證人保護法減刑事由，依法遞減至有期徒刑1年3月，併宣告緩刑2年。 | - 限制住居                                                                    |
| 6 | 應曉薇 | - 臺北市議員 （2010－） - 前中國國民黨中央常務委員 （2020－2022） - 沈春池文教基金會前秘書長            | - 違背職務收受賄賂罪                                                                                      | - 有期徒刑13年 - 罰金3000萬元 - 褫奪公權10年                                                        | - 2024年8月30日羈押禁見 - 2025年1月2日羈押禁見                                |
| 6 | 應曉薇 | - 臺北市議員 （2010－） - 前中國國民黨中央常務委員 （2020－2022） - 沈春池文教基金會前秘書長            | - 洗錢罪 （洗錢防制法第19條第1項）                                                                        | - 有期徒刑3年6月 - 罰金2000萬元                                                                     | - 2024年8月30日羈押禁見 - 2025年1月2日羈押禁見                                |
| 7 | 吳順民 | - 威京集團子公司受薪顧問、應曉薇助理 - 曾任臺北市政府都市發展局副總工程司                               | - 違背職務收受賄賂罪                                                                                      | - 請求法院量處適當之刑                                                                              | - 2024年8月30日羈押禁見 - 2024年10月25日500萬元交保                           |
| 8 | 沈慶京 | - 威京總部集團主席 - 前中國國民黨中央常務委員 （2001－2009）                                            | - 主管監督事務圖利罪                                                                                      | - 有期徒刑12年 - 罰金3000萬元 - 褫奪公權8年                                                         | - 2024年8月30日羈押禁見 - 2025年1月2日羈押禁見 - 2025年7月21日1億8000萬元交保 |
| 8 | 沈慶京 | - 威京總部集團主席 - 前中國國民黨中央常務委員 （2001－2009）                                            | - 違背職務行賄罪                                                                                          | - 有期徒刑5年 - 罰金300萬元 - 褫奪公權3年                                                           | - 2024年8月30日羈押禁見 - 2025年1月2日羈押禁見 - 2025年7月21日1億8000萬元交保 |
| 9 | 張志澄 | 京華城監察人                                                                                            | - 違背職務行賄罪                                                                                          | - 請求法院量處適當之刑                                                                              | - 250萬元交保                                                                 |

### 其他被告
| #  | 姓名   | 身分 | 偵查時處分 |
| -- | ------ | --- | --- |
| 1  | 朱亞虎 | - 郝龍斌市府時期任臺北市政府兵役局局長（2006－2014） - 威京集團子公司鼎越開發董事長 - 與本案相關人士關係密切（認罪、坦承行賄） | - 2024年9月28日羈押禁見 - 2024年11月22日200萬元交保 - 緩起訴處分，期間2年，於緩起訴處分確定後3個月內，向公庫支付新臺幣330萬元 |
| 2  | 陳玉坤 | 京華城股份有限公司董事長 | - 1200萬元交保 - 不起訴處分                                                                                                   |
| 3  | 王尊侃 | - 應曉薇男友 - 應曉薇議員辦公室執行長 - 松聯幫前堂主                                                                           | - 500萬元交保 - 不起訴處分 |
| 4  | 陳佳敏 | 應曉薇助理 | - 200萬元交保 - 不起訴處分 |
| 5  | 陳俊源 | 威京集團法務經理 | - 150萬元交保 - 緩起訴處分，期間2年，於緩起訴處分確定後3個月內，向公庫支付新臺幣120萬元                                       |
| 6  | 許芷瑜 | - 外號「橘子」 - 柯文哲辦公室秘書 - 檢廉搜索前出境潛逃日本，後轉到澳洲                                                         | 通緝 |
| 7  | 童中白 | 沈春池文教基金會前秘書長 | 無保請回 |
| 8  | 黃淑雯 | 財務人員 | 無保請回 |
| 9  | 洪秀鳳 | 京華租賃負責人 | 無保請回 |
| 10 | 范雅琪 | 京華城監察人 | 無保請回 |
| 11 | 陳秀桃 | 京華城監察人 | 無保請回 |
| 12 | 劉芷安 | 京華城監察人 | 無保請回 |
| 13 | 孫鳳群 | 台灣新故鄉智庫協會顧問 | 無保請回 |

### 其他
| # | 姓名   | 身分 | 備註   |
| - | ------ | --- | ------ |
| 1 | 劉德勳 | - 第5屆監察委員（2014－2020） - 威京集團旗下沈春池文教基金會董事                                                                             | 被告發 |
| 2 | 黃一平 | - 威京集團關係企業「中華工程」董事長沈慶京特助 - 柯文哲市府臺北市政府都市發展局局長（2021－2022） - 蔣萬安市府臺北市政府工務局局長（2022－） | 證人   |

### 承辦檢察官
此案由主任檢察官江貞諭與七位資深檢察官組成團隊主辦，包括林俊言、黃琬珺、郭建鈺、姜長志、唐仲慶、黃則儒、陳玟瑾。

## 事件背景
京華城的所在地原為唐榮鐵工廠機械廠，土地使用分區屬工業區。威京集團於1987年底買下土地，並要求更改土地使用。在把機械廠改建為京華城過程中，威京集團與臺北市政府在捐地條件上出現爭論。最終京華城以捐贈30%基地面積做為公園廣場用地作為附帶條件，申請成功。2001年，京華城建築案獲發使用執照，換算容積率約為678.91%，成為台灣由工業區變更為商業區並興建百貨公司的首例。
京華城於2001年開業後曾經繁華一時，但後續因為動線不良的原因，導致人潮逐年減少、店家陸續撤出、部份樓層甚至全面封閉。京華城每年至少虧損兩億元新臺幣，使公司後來開始考慮改建事宜。

## 容積率爭議

### 郝市府時期
2010年，京華城向臺北市政府申請變更細部計畫。郝龍斌市府認為京華城容積率應該以捐地後的面積計算為392%；但京華城認為容積率應以捐地前的面積計算為560%，雙方爭執不下。
2011年，威京集團向北市府申請變更京華城土地使用分區為住宅區。都市計畫委員會專案小組研議後，同意更改區劃但僅限蓋三成面積。再度創下原百貨公司由商業區變更為住宅區的先例。京華城在申請土地變更時，也向郝龍斌市府提出把容積率把392%提昇為560%的要求，但遭市府拒絕。2013年，「京華城股東自救會」前往監察院陳情，監察委員余騰芳、馬以工提出調查報告。2014年，時任臺北市副市長張金鶚裁量以國防及經濟需要為由，解除京華城之大街廓整體開發之權利。

### 柯市府時期
2016年1月12日，監察院提出糾正文案，指出臺北市政府就細部計畫變更案，逾5年仍未有具體審查結果，就該計畫原基地容積率認定，存有重大疑義，嚴重損及民眾權益，均有違失。同年4月，京華城股東自救會向柯文哲市府要求提高容積率。12月，監察院發文糾正北市府，認定容積率應為560%。
2016年6月17日，民進黨籍臺北市議員高嘉瑜指控時任行政院政務委員張景森擔任臺北市政府都市發展局局長期間為圖利京華城，准許把百貨商場拿來蓋豪宅、爭取560%的容積率，張景森因此在臉書與高嘉瑜爭論。
2017年8月1日，京華城股東自救會赴監察院陳情，演出「反對整體開發還我560」行動劇，反對市府用整體開發綑綁京華城以及週邊小地主。8月7日，監察院再次提出審核意見，認定法定容積率應為560%。2017年12月12日，在北市府召開的都市計畫委員會第721次會議中，認定本案改建應依照「臺北市土地使用分區管制自治條例」第三種商業區規定辦理，以法定容積率560％計算，並刪除原1991年都市計畫書所列「不應損及其原有申請執照之樓地板面積保障（共120,284.39平方公尺）」，回歸法定容積率管制。2018年，柯文哲市府依監察院審核意見辦理都市計畫變更，釐正法定容積率為560%。
2019年11月底，京華城購物中心百貨商場熄燈，京華城球體建物也跟著拆除。

#### 行政訴訟
京華城於2018年提起行政訴訟，要求在560%的基礎上繼續提高容積率（主張適用1991年允建約12萬坪樓地板面積保障）。
- 2020年3月10日，京華城提出訴求方案，送交台北市都發局審議。市長柯文哲在都發局公文上留下「速審速決」的指示。
- 2月18日，京華城透過應曉薇和助理吳順民，拜訪彭振聲、黃景茂，商談和解條件為容積率678%。
- 3月10日，台北市前市長柯文哲與應曉薇舉行「便當會」。
- 3月17日，京華城將陳情信送交市長室，受文者為柯文哲。
- 4月6日，都發局專簽呈給柯，請求核示是否送都委會研議，柯文哲內簽決行京華城陳情案
- 4月16日，台北市府送陳情案至都委會研議。
- 6月20日，都委會第一次專案小組，法定容積率560%無異議，建議依法擬定可行方案逕提大會研議。
- 6月23日，台北市議員應曉薇召開協調會，邀請都發局總工程司邵琇珮及京華城代表，討論容積獎勵相關事宜。
- 7月1日，應曉薇再次召開協調會，邵琇珮代表都發局出席，繼續討論京華城案件。
- 7月3日，京華城向都發局提出關鍵方案，主張「20%容積獎勵 + 30%容積移轉」。
- 7月10日，都發局長黃景茂簽署文件，將京華城的「20%容積獎勵+30%容積移轉」方案送交市都委會研議，擬將該方案轉為正式計畫。
- 7月16日，台北高等行政法院認為重建後不應再次適用之前的保障，須回歸「商三」法定基準容積率上限560％，判京華城敗訴，京華城提出上訴。[51]
- 7月30日，京華城在都委會前突然撤回上訴。
- 7月30日，都委會第768次會議研議，討論方案四的容積獎勵，但只有1頁內容，委員根本無從討論，主席彭振聲裁示拿掉「補救」字眼，至於「陳情單位與市府本次所提方案四，本會予以尊重」。[52]
- 8月19日，京華城函送細部計畫變更草案給都發局。引用《都市更新條例》的綠建築、智慧建築及危老建築的耐震建物設計，要求各項容積獎勵。[53]
- 9月21日，都發局考量京華城不是都更案，發函退回，但局長黃景茂同日指示邵琇珮組成專家小組，繼續研議解決方案。 [54]
- 9月28日，京華城檢送修正後都計草案。
- 10月12日，都發局召開專家學者諮詢會議。
- 11月16日，市府公告11月17日公展都市計畫30天。
- 12月24日，都委會召開第775次會議，府外委員對京華城案的對價性、公益性及適法性提出質疑，要求詳細討論後再提交都委會審議。最終，彭振聲指示組成專案小組進一步討論。
- 2021年4月21日，柯文哲第2次便當會，裁示都發局擔任京華城案PM。
- 8月10日，柯文哲第3次與議員便當會結束後，指定副市長彭振聲擔任京華城案PM，裁示速審速決。
- 2021年9月9日，第783次都委會接受京華城符合都市計畫（非都市更新）的細部計畫中的獎勵項目。其決議[55]如下：

(一)本案同意本次會議申請人所提韌性城市貢獻獎勵、智慧城市貢獻獎勵、宜居城市貢獻獎勵等項目，其合計之獎勵容積不得超過基準容積 20%。另認養復盛公園 50 年納入計畫書內載明。其餘依專案小組建議意見、公展計畫書以及本次會議補充之修正對照表修正通過。

#### 額外提供容積獎勵
2021年9月9日，北市都委會決議給予京華城額外20%的容積獎勵，把容積率從560%提昇至672%，增加面積部分市價約新臺幣200億元。社會民主黨籍市議員苗博雅當時即質疑該案的適法性，並指出容積獎勵為公共財，而該方案則是為財團利益量身訂製。
京華城再獲批准以約44億元取得市價約80億元的30%容積轉移，總容積率由672％提昇至840%。
2021年11月1日，北市府公告核定京華城改建計畫，適用容積率840%。相關公文有柯文哲市長蓋章批示。

#### 核發建照及動土興建
2022年10月6日，北市都發局與京華城子公司「鼎越開發公司」簽訂協議書。10月18日，建管處核發京華城案建照。建照號碼為111建字第9999號，土地使用分區為商三特，新建案名為「京華廣場」，包含地上19層、地下7層1幢4棟建築物、253戶，工程造價逾55億8925萬元。2023年2月3日開工，預計於2030年3月2日前竣工。10月19日，京華廣場舉行動土儀式，時任台北市長柯文哲與沈慶京均出席典禮，柯是唯一受邀的政治人物。

### 蔣市府時期
2023年11月28日，民進黨籍市議員許淑華對時任臺北市市長蔣萬安質詢時，質疑柯文哲市府提升容積率的作法，蔣萬安回應稱該次提升確實不合理，並允諾調查。
2024年1月，監察院發布調查報告指出，京華城案為新建案，非都市更新案，台北市都市計畫委員會比照都市更新同意威京集團所提之20%獎勵容積，於法無據，有釐清之必要。
5月10日，蔣萬安於市議會進行專案報告，民眾黨籍市議員陳宥丞指出市府在回覆給監察院的報告中，京華城改建容積率一案，沒有利益衝突跟瑕疵行事，才允許開發；蔣萬安也表示，都是以共識決做決定。

## 市議會專案調查
2024年4月24日，臺北市議會決議成立「臺北市議會京華城容積違失案專案調查小組」，由國民黨籍市議員游淑慧擔任專案小組召集人。5月1日，議會各黨提交的小組名單公布，分別為國民黨籍議員4名（游淑慧、鍾小平、楊植斗、曾獻瑩），民進黨籍3名（洪健益、許淑華、趙怡翔），民眾黨1名（陳宥丞），社民黨1名（苗博雅）。
8月26日，柯文哲市府任內的前副市長彭振聲出席市議會調查小組會議，對京華城案進行說明。市議員許淑華轉述，彭指該案是受柯文哲市長交辦。召集人游淑慧表示，彭副在關鍵公文上因有疑義而未簽名，後改由柯市長親簽公文，而其他問題均以「很敏感」而未答。
9月30日，調查小組結案，提出結論與相關建議。市議員直指京華城案為「特權特快車」，建議將相關決策人士移送監察院進一步調查。民眾黨議員陳宥丞則提出不同意見書，主張時任市長柯文哲恪遵職守、依法辦理，並繼續抨擊相關指控「泛政治化」及「不實」。

## 司法調查

### 接獲檢舉
2024年4月初，時任民眾黨主席柯文哲批評前市長郝龍斌需要為「台智光案」的25年租約負責，暗示郝龍斌市府圖利廠商，民眾黨更在其官網抨擊郝龍斌的說法是「作賊喊捉賊」。郝龍斌隨後反擊，直指柯文哲在京華城的容積獎勵很有問題，京華城既不是危老建築，也不符合都市更新條例，為其所提供的容積獎勵缺乏法源依據，而當時的主事者柯文哲有需要清楚說明為何要做出這樣的決定和裁示；郝還提到北投士林科技園區的兩塊臺北市精華地段被柯市府標給民眾黨副總統前候選人、前立法委員吳欣盈的家族企業（新光集團）地上权長達50年，認為應該好好調查一下。對此，台灣民眾黨發言人吳怡萱稱都委會是合議制，請郝拿出證據證明柯文哲在市長任內有介入都委會以圖利京華城，不要用含沙射影的手法進行抹黑。台灣民眾黨發言人戴于文在5月7日稱郝龍斌市府怠忽職守造成大巨蛋、美河市、松菸、雙子星、三創等「五大案」，柯文哲上任卻要幫郝龍斌「擦屁股」。
2024年5月2日，國民黨籍市議員鍾小平到臺北地檢署告發柯文哲與前副市長彭振聲涉犯圖利罪，抨擊柯文哲是政治的髒東西。同日，北檢分「他字案」開始偵辦，將柯文哲被列為被告。5月14日，柯文哲稱自己檢舉台智光案卻反被調查，「這太好笑了。」

### 偵查過程

#### 搜索與羈押
8月12日，北檢約談彭振聲，訊後以涉犯《貪污治罪條例》圖利罪嫌，諭令限制出境、出海及住居。隨後北檢以證人身份陸續約談當時參與審議的都委會委員及專家學者，媒體指出曾發言反對提高容積率的委員，皆未出現在最後一次的拍板會議中。
8月27日，涉嫌收受沈慶京賄款的市議員應曉薇，在臺中清泉崗機場試圖離境時，被移民署攔下，廉政署拘提。
8月28日，廉政署前往應曉薇議會辦公室搜索，檢方於次日複訊後認為應曉薇有逃亡、串證之虞且罪嫌重大，聲請羈押禁見。應曉薇辯要去香港幫媽媽買藥，又稱因無簽證，故使用台胞證。臺北地方法院羈押庭認定此舉有潛逃事實，裁定應女羈押禁見二個月，送往臺北女子看守所。應曉薇的男友、外省掛黑道松聯幫前堂主王尊侃因其銀行帳戶參與接收賄款，經訊問後諭令以500萬元交保。
8月30日早上，檢廉搜索柯文哲與彭振聲的住處，並將柯文哲接送到廉政署接受詢問，柯文哲妻子陳佩琪、彭振聲妻子謝夏蕎則以證人身份赴訊，晚間移送北檢複訊。檢廉在同日早上也搜索位於台玻大樓的柯文哲辦公室以及台灣民眾黨中央黨部等處，並且帶回證物。柯文哲因拒絕夜間偵訊並試圖離開偵查庭，被檢方當庭逮捕，其委任律師聲請提審但遭北院駁回，需要返回北檢繼續接受訊問。31日晚間，北檢認為柯文哲、彭振聲因涉嫌收受賄賂、圖利等罪且有滅證、串證之虞，向北院聲請羈押禁見。
9月2日凌晨3時，北院裁定柯文哲無保請回，彭振聲羈押禁見二個月。北院認為，檢察官所提事證難以證明柯文哲犯嫌重大，而彭振聲雖否認犯罪，但其嫌疑重大且有串證之虞，故裁定羈押禁見，並指出另有一犯嫌為時任北市府都委會執行秘書邵琇珮，有出國逃亡嫌疑。臺北市政府隨後解釋邵琇珮僅是請假出國，目前已回國。同日下午，廉政署依涉犯圖利罪，將邵琇珮移送台北地檢署複訊。
9月3日凌晨，台北地檢署檢察官複訊後認為邵琇珮涉犯圖利罪，犯罪嫌疑重大，諭令邵琇珮限制出境、限制出海、限制住居。上午鍾小平再向北檢提交相關情資，並透露與濟南大樓商辦的購置有關。同日，彭振聲的委任律師向法院提交抗告狀，並表示熟悉專業非都市計畫；柯文哲部分，北檢在補強證據後，向法院提出抗告狀。兩抗告案皆轉呈臺灣高等法院，並在當日晚間獲高院受理。
9月4日，臺灣高等法院合議庭認原裁定有瑕疵，檢方抗告成功，撤銷發回臺北地方法院更裁。彭振聲的抗告狀則因未經本人簽名、蓋章或按指印，高院認有瑕疵並通知補正，將待補正符合程序合法要件後，另行裁定。北院在隔日下午裁定柯文哲羈押禁見二個月，送往臺北看守所。有媒體報導指承辦法官為「綠色法官」，北院對此予以否認。
9月6日，臺灣高等法院駁回彭振聲、沈慶京、吳順民、應曉薇所提出的抗告，羈押禁見確定。9月9日，柯文哲放棄抗告，羈押禁見裁定確定。
9月11日，前台北市副市長林欽榮以證人身分受檢方傳喚，他於受訪時稱自己恪守法律並反對京華城增加容積率，而容積率曾至840%時他已離開台北市府。法務部廉政署人員持搜索票前往第一銀行調閱保險箱和保險室的借閱紀錄，查扣現金逾百萬元，正在調查作用中。
9月13日，台北地檢署經訊問前都發局局長黃景茂後認為有圖利之嫌，當庭改列為被告。14日凌晨台北地檢署諭令以500萬元交保，並限制出境出海、住居。

#### 洩密事件
2024年9月初，鏡週刊報導檢方在偵查過程中，發現有與京華城案相關的證據，並據此認定柯文哲涉有重嫌。三立新聞與菱傳媒也傳出類似報導。報導出來後，外界質疑台北地檢署違反偵查不公開原則，主動把證據外洩給特定媒體，甚至透過媒體操縱輿論。台北地檢署則否認有洩密或操縱輿論，並主動分他字案追查洩密事宜。9月13日與9月16日，台北地檢署針對洩密事件，分別約談菱傳媒與三立新聞的記者。隨後台北地檢署表示報導內容與事實不符，三立記者之後則對報導過程做進一步解釋。
9月14日，有媒體報導檢方約談黃景茂的細節。台北市議會民眾黨團總召陳宥丞對此指責國民黨北市議員游淑慧把約談細節透露給特定媒體。游淑慧在否認自己洩密同時，回應報導提及的會議紀錄早已公開，與偵查洩密無關。

#### 持續偵辦及延押
9月20日，台北地檢署三度提訊沈慶京及彭振聲。
9月28日凌晨，威京集團法務經理陳俊源以150萬元交保，京華城監察人張志澄以250萬元交保，臺北地方法院裁定李文宗、朱亞虎兩人羈押禁見。臺北地方法院發布新聞稿，稱朱亞虎已承認賄賂，但李文宗則否認犯罪。
9月30日下午，因涉犯《洗錢防制法》，台灣新故鄉智庫協會顧問孫鳳群在台北地檢署複訊後諭令無保請回。
10月4日，台北地檢署因認為京華城土地涉及不法利益而向法院聲請扣押土地，台北地方法院裁定准予扣押。10月9日，臺灣高等法院撤銷朱亞虎的羈押裁定，發回台北地方法院更裁，李文宗的部分則予以駁回，羈押禁見確定。台北地方法院提訊朱亞虎開庭後，仍裁定朱亞虎羈押禁見。
柯文哲秘書許芷瑜在柯文哲遭到搜索前就已離境赴日本，台北地檢署將其列為證人。北檢後以違反《政治獻金法》為由將其列為被告，又因其遲未返台，檢方對其發布通緝。
應曉薇、沈慶京、彭振聲、柯文哲等人因檢方認為仍有羈押必要而向法院聲請延押，法院皆裁定延押。
11月22日，朱亞虎因坦承行賄，北檢聲請200萬交保停押獲准。李文宗的部分，因有共犯仍滯留境外等，北檢聲請延押。11月26日，法院裁定李文宗延押。

#### 辭職信事件
11月因黨主席一職請假期限將屆但柯文哲仍處於羈押禁見，11月18日民眾黨中央委員會14位委員開會一致通過，決議柯文哲繼續請假3個月。12月間，柯文哲聲請解除通信禁令，並擬具一份「民眾黨黨主席辭職聲明」欲交付民眾黨祕書長周榆修。北院經審酌內容後，認定其內容純屬黨務運作事宜，應無勾串滅證之虞，亦不影響偵查不公開，因此裁准其交付信件之聲請。北院認為，柯文哲請辭聲明送達秘書長周榆修時，即生辭黨主席職位的法律效力，但台灣民眾黨遲遲聲稱並未收到柯文哲的辭呈，且即便柯文哲真有辭職意願，亦將不予接受。

### 起訴
12月26日，台北地檢署偵查終結，主任檢察官江貞諭，帶領7位檢察官包括林俊言、黃琬珺、郭建鈺、姜長志、唐仲慶、黃則儒、陳玟瑾共同偵辦。最終，臺北地檢署檢察官依法起訴包括柯文哲、李文宗、沈慶京、應曉薇、彭振聲、黃景茂、邵琇珮、端木正、吳順民、李文娟、張志澄等共11人 。承審法官為許芳瑜。12月26日，檢方公布了起訴書部分內容供媒體報導使用，長達190頁，一經公布即引發了極為罕見的「全民閱讀」熱潮。
12月27日，台北地院接押庭裁定柯文哲等五人交保並限制出境、住居，其中柯文哲3000萬元交保。晚間，台北地檢署針對柯文哲、沈慶京、應曉薇、李文宗的交保裁定提出抗告。
12月29日，臺灣高等法院撤銷原裁定，發回台北地方法院更裁。裁定柯文哲、沈慶京、應曉薇、李文宗，分別提高至7000萬、1億、3000萬、2000萬元交保，且皆必須要配戴電子腳鐐。30日下午3時許，柯文哲湊足交保金，成功交保。12月31日，台北地檢署針對柯文哲、沈慶京、應曉薇、李文宗的交保裁定二度提出抗告。
2025年1月1日，臺灣高等法院撤銷原裁定，再次發回台北地方法院更裁。1月2日晚間6時，台北地方法院召開第三次羈押庭。同日晚間11時，法院裁定柯文哲、沈慶京、應曉薇、李文宗全部羈押禁見。2025年1月11日，臺灣高等法院裁定，柯文哲等4人抗告駁回。同月，被告邵琇珮在準備程序庭承認檢方指控並轉為污點證人。
2025年2月，朱亞虎及陳俊源因認罪獲得緩起訴處分。
2025年5月，朱亞虎及吳順民翻供，表示對柯文哲的收賄指控皆為個人臆測。邵琇珮以污點證人的身分出庭作證。
2025年6月，邵琇珮推翻1月時在準備程序庭向檢方認罪的內容，且不認京華城違法和柯文哲施壓。
2025年7月，北檢原本想傳喚悟覺妙天作為證人，用以釐清柯文哲的金流，但因為柯文哲對其秘書許芷瑜從妙天處取得裝有1,000萬元現金的皮箱一事表示無異議，檢方因此放棄傳喚妙天。

## 抗議活動

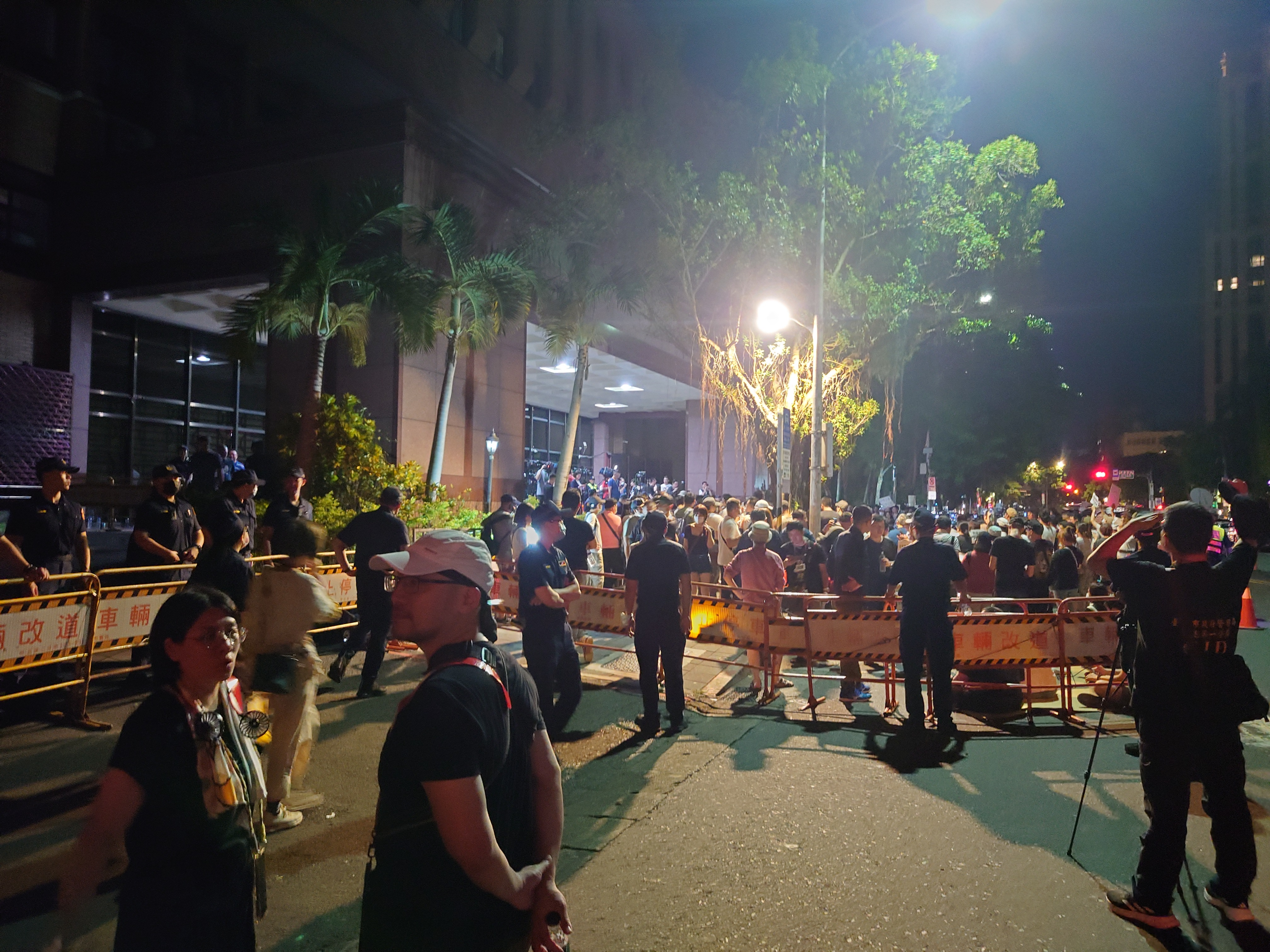
9月1日晚間，聚集於北檢前方的柯文哲支持者

### 首次逮捕、羈押庭
8月30日至9月2日，柯文哲支持者、民眾黨籍立法委員黃國昌、黃珊珊等人在臺北地檢署前方聚集，要求立刻釋放柯文哲。警方於大門架設護欄並重度戒備，北市警察局局長李西河則進駐設在北檢的前進指揮部待命，人群於柯文哲獲無保請回後便逐漸散去。

### 第二次羈押庭
台灣民眾黨為了不違反《集會遊行法》第6條有關「各級法院前不得集會」之規定，於小南門站一號出口申請合法路權，集會抗議。

### 被羈押於北所後
台灣民眾黨中央緊急應變小組召開記者會稱，將在全台各地舉辦開講與民眾對話，以對抗民主進步黨的「新黨國體制」。羈押第二日晚間，挺柯直播主「DearNaNa」發起「寧靜革命，星光相伴」行動，由柯文哲胞妹柯美蘭、民眾黨秘書長周榆修、民眾黨組織發展部副主任林昭印等偕同逾百位柯文哲支持者在臺北看守所外靜坐。
部分柯文哲支持者做出了非法的行為，包括威脅殺害法官和檢察官、對民主進步黨黨部扔擲雞蛋等。事後警方將相關人士逮捕歸案，並以違反《社會秩序維護法》、《中華民國刑法》恐嚇危害安全罪等為由，對涉案人進行裁罰，刑事責任部分則依法送請臺北地方檢察署偵辦追究。對此，民主進步黨高雄市黨部主任委員黃文益表示感謝警方，同時呼籲柯文哲支持者冷靜，務必尊重司法，切莫因一時衝動產生過激行為，造成社會不安。

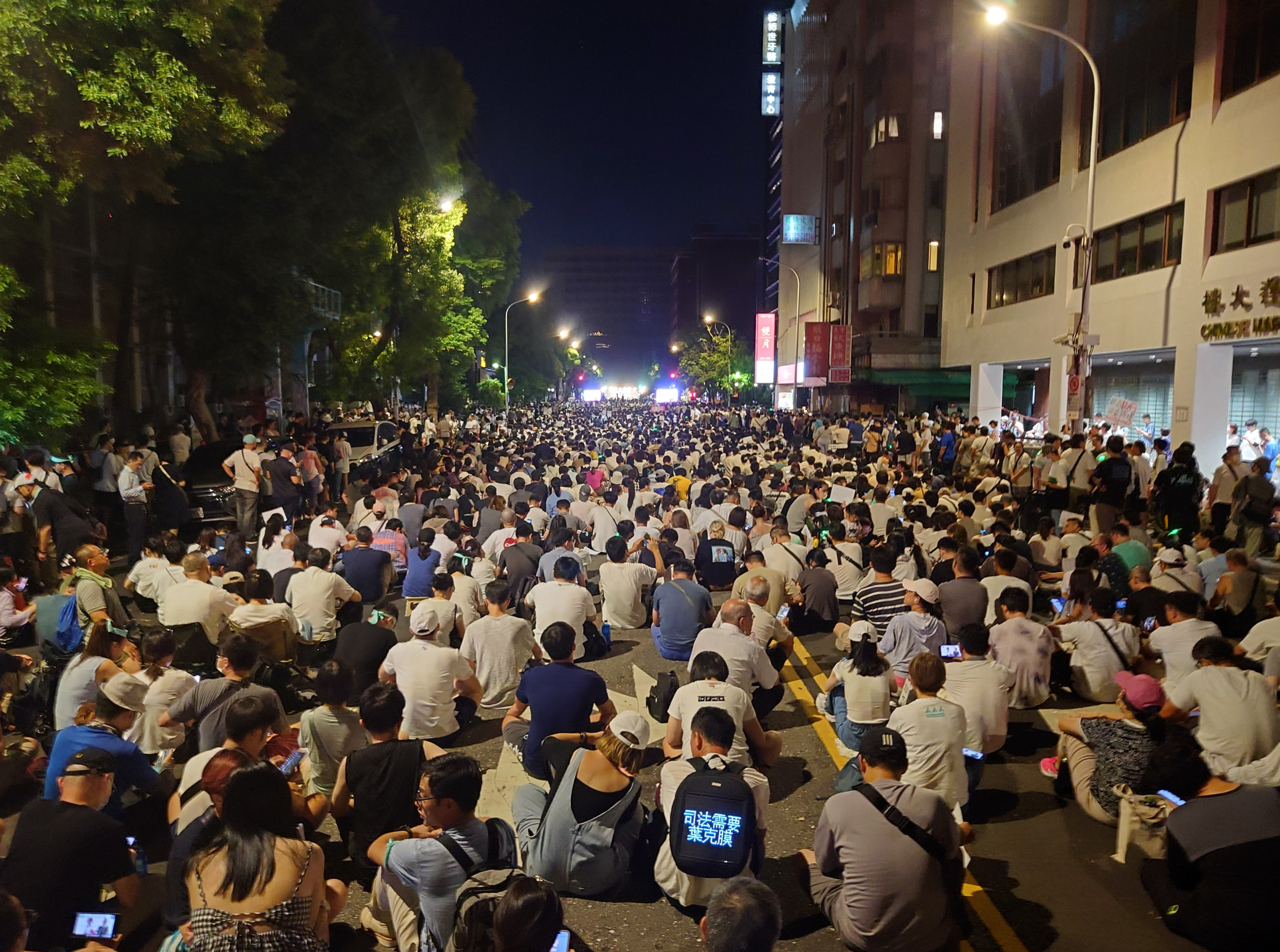
柯文哲遭羈押後民眾黨於立法院群賢樓旁濟南路舉辦集會，呼籲「司法與程序正義」

9月8日，台灣民眾黨在立法院旁發起「集結！為台灣的司法正義站出來！公民怒吼第一站」晚會，目的為聲援柯文哲、捍衛其清白並維護司法程序正義，民眾黨領導在集會上多次帶領參與者高喊「支持阿北」，主辦方估計約2萬人於立法院群賢樓前。之後黃國昌說明台北濟南路為第一場，後續將展開全台各地演講，例如新北、嘉義、高雄、台南、台中、屏東、金門、桃園、新竹等等戶外開講，並且有客廳會、座談會等等形式。
9月16日晚間，時值2024年中秋節前夕，柯文哲之妻陳佩琪現身北所，與台灣民眾黨支持者共同錄製影片，以此聲援丈夫，並稱自己將會為他洗清冤屈。
10月5日，因值柯文哲遭羈押滿一個月，台灣民眾黨再次於台北看守所外進行集會活動，強調政府應正視民眾對於公平審判的期待。
10月10日，台灣民眾黨在台北西門町六號出口舉行集會活動，再次強調司法公正，且陳之漢也應不滿廢死而到場發聲。
12月26日，因值柯文哲遭北檢起訴，支持者當晚聚集，台灣民眾黨立委如黃國昌、麥玉珍等人也現身聲援。
2025年1月11日民衆黨於自由廣場舉辦「111，釘孤支！」活動，要求總統賴清德還給大家司法正義，提出「還我司法正義，人民怒吼集結」以及提出三大訴求，包括：司法獨立性蕩然無存、被告權益不受保障、偵查不公開原則。
3月29日，民眾黨主席黃國昌遞狀要求台北看守所讓柯文哲「自費就醫」，隨後於台北看守所大門外靜坐。
4月4日，民眾黨支持者於凱達格蘭大道舉辦「為台灣司法掃墓」活動，諷刺司法已死。
7月2日，有網友貼出偵辦本案的檢察官團隊照片，聲稱「命債，命還」，台北地檢署表示涉及恐嚇執法人員，企圖干預司法公正，已交由台北市刑事警察大隊偵辦。後警方查出是由臉書粉專「迷因台式民主」版主所為，而該版主戴姓男子也承認作為。台北地院於7月5日裁定羈押粉專管理員戴瑞甯和林惠珠，戴、林二人提起抗告，於7月16日遭台灣高等法院駁回。

### 評論

#### 海外學者
- 日本學者小笠原欣幸認為，柯文哲可能以「還我清白」作為政治口號，一如在日本捲入弊案的國會議員。對於民眾黨在立法院取得8席，他表示，原本外界期望其在藍綠僵持下發揮關鍵少數的協調作用，贏得正面評價，然而實際卻選擇與國民黨合作，引發部分海外學者對第三勢力影響力的質疑。他認為台灣政局仍不明朗，柯文哲涉案進展將成為重要觀察指標，後續發展值得關注。[160]
- 日本裔臺灣籍媒體人矢板明夫表示，從民眾黨抗議集會的內容推斷，參與者平時應該沒有看政論節目的習慣，且消息來源可能為民眾黨的頻道及柯文哲的短影音，並認為這是台灣社會被分化的體現[146]。

#### 民主進步黨籍政治人物
- 前駐日代表及時任總統府資政謝長廷，認為檢方起訴書中提及的柯文哲收賄證據較為薄弱，未來發展可以預見必然爭議迭起，牽動政局變化。[161]
- 民進黨立委郭國文，認為民眾黨在把小草「工具化」[162]。

#### 國民黨籍政治人物
- 國民黨立委羅智強及謝龍介，認為檢方偵查京華城案內容頻繁外洩，違反偵查不公開原則，形同「司法之恥」[163]。

#### 其他知名人物
- 媒體人黃光芹，認為針對證人林欽榮在庭上指柯文哲「對京華城一切都知情」，若林欽榮任內未參與京華城案的決策，且時間與職務對不上，即使提出紙條等物證，也難構成完整的「人事時地物」，自然無法構成有效指控。[164]
- 法學補教老師廖震，指出檢方起訴柯文哲的證據在法律上僅有間接證據並無實質證據，在嚴格證明法則之下會引發「證據斷鏈」，在待證事實跟證據兩者之間不能完全相符合，就不可能符合嚴格證明法則。[165]

## 反應

### 柯文哲
8月30日，檢方持北院核發的搜索票前往民眾黨主席柯文哲的住家進行搜索。柯文哲由檢廉人員引領前往廉政署接受調查時，堅持在住所門外停下及對媒體發表評論，柯自稱非常坦蕩，又稱這是台灣歷史上首次主要在野黨黨主席的住家、辦公室和中央黨部遭受搜索，並要求執政當局明確說明採取此行動的證據依據。
9月2日凌晨，獲北院裁定無保請回的柯文哲在法院外接受採訪時表示無法理解搜索的目的，並強調自己從未過問京華城容積率一事，直至媒體揭發才知情。
9月5日《日經亞洲》刊出柯文哲專訪。柯文哲在專訪中表示司法和媒體已成為政府的政治工具，認為民進黨的作法不會贏得大多數人支持。
9月12日，柯文哲的妻子陳佩琪抱怨自己遵從檢廉指示，最後卻把偵查過程公開上媒體版面。

### 台灣民眾黨
8月30日，檢方搜索柯文哲住所與民眾黨黨部後，民眾黨成立中央緊急應變小組，表態支持柯文哲捍衛清白，並質疑北檢逾越搜索範圍及其辦案動機。
9月2日，柯文哲被北院裁定無保飭回後，民眾黨發表聲明，感謝北院扛住壓力還柯文哲公道，會為捍衛柯文哲主席的清白奮戰到底。
9月3日，黃國昌指責《鏡週刊》的報導內容與隨後態度，是「敢潑糞不敢當」同時也指責北檢是「執行民進黨意志的小弟」。
9月4日，民眾黨發言人吳怡萱不滿鍾小平於政論節目的發言，前往台北地方法院控告鍾小平加重誹謗罪。
9月5日，在柯文哲遭到羈押禁見後，民眾黨指控法官羅織罪名，並堅定支持柯文哲清白。

### 中國國民黨
中國國民黨中央考紀會開會討論如何處理被聲押禁見的應曉薇。會議結果確認如果應曉薇確定羈押禁見，將以黨紀規定決定停權處分。 2024年9月18日，應曉薇確定停權，12月26日，確定起訴後，應曉薇維持停權處分。
12月26日，柯文哲被起诉後，國民黨方面表示起訴柯文哲只会让蓝白合作更紧密。

### 前市長郝龍斌
中國國民黨籍前臺北市市長郝龍斌在2024年4月回擊柯文哲對其在台智光案的指控時，反控柯文哲對京華城大增容積率疑有圖利，被認為是京華城案的引爆點。5月7日，郝龍斌與柯文哲透過媒體爭論時，郝建議柯要勇敢面對其牽涉的「三大弊案」。
8月23日，郝龍斌稱京華城的容積率爭議當然有問題，當大家都質疑為何容積率可由560%增至840%，柯市府卻是自拆，然後用了《都市更新條例》，可是這就違法了。郝龍斌又稱柯禁不起檢驗、禁不起誘惑，是一個很失敗的政治人物，已經是民眾黨的負債，不是資產。
9月1日，郝龍斌回應記者關於柯文哲因該案遭聲請羈押的提問時，郝稱柯的行為已經讓臺北市受傷，但仍祝福柯，郝又稱凡走過必留下痕跡，政治人物不能帶上金權的魔戒。

## 相關資料
- 檢察機關辦理貪污案件應行注意事項 （页面存档备份，存于）
- 獎勵保護檢舉貪污瀆職辦法 （页面存档备份，存于）

## 註解
1. ↑  2009年，沈慶京涉嫌於中常委選舉中賄選，而遭國民黨停權。沈慶京隨後改派其胞弟沈慶光接續當選2009-2024中常委，至其因行賄公務員被判刑4年才不再參選[25][26][27]。
2. ↑  第5屆監察委員由馬英九任命，劉德勳亦為時任第一夫人周美青的同學。事後被指控其在任內處理的京華城案中向北市府施壓[33]。
3. ↑  實際上臺灣歷史上首次搜索主要在野黨黨主席，是2020年7月時代力量黨主席徐永明涉貪案，而非柯所稱的2024年。當時的總統為蔡英文，民主進步黨為執政黨兼立法院第一大黨，時代力量則為第四大黨[167]